# کرک‌ادی‌هازا
کِرِک‌ادیهازا (به مجاری:  Kerekegyháza) یک منطقهٔ مسکونی در مجارستان است که در ناحیه کچکمت واقع شده‌است. کرکگیهازا ۸۱٫۲۸ کیلومتر مربع مساحت و ۶٬۱۸۰ نفر جمعیت دارد.

## خواهرخوانده
شهر Hamuliakovo خواهرخواندهٔ کرکگیهازا هست.